# Juniperus cedrus
El cedro de Canarias o cedro canario (Juniperus cedrus) es una especie de enebro, originario de las Islas Canarias (Tenerife, La Palma, Gran Canaria, La Gomera) y Madeira (J. cedrus Webb & Berthel. subsp. maderensis (Menezes) Rivas Mart. & al.), donde crece a altitudes de 500 a 2400 metros. Es un pariente cercano del Juniperus oxycedrus de la región mediterránea y de Juniperus brevifolia o cedro de las Azores.

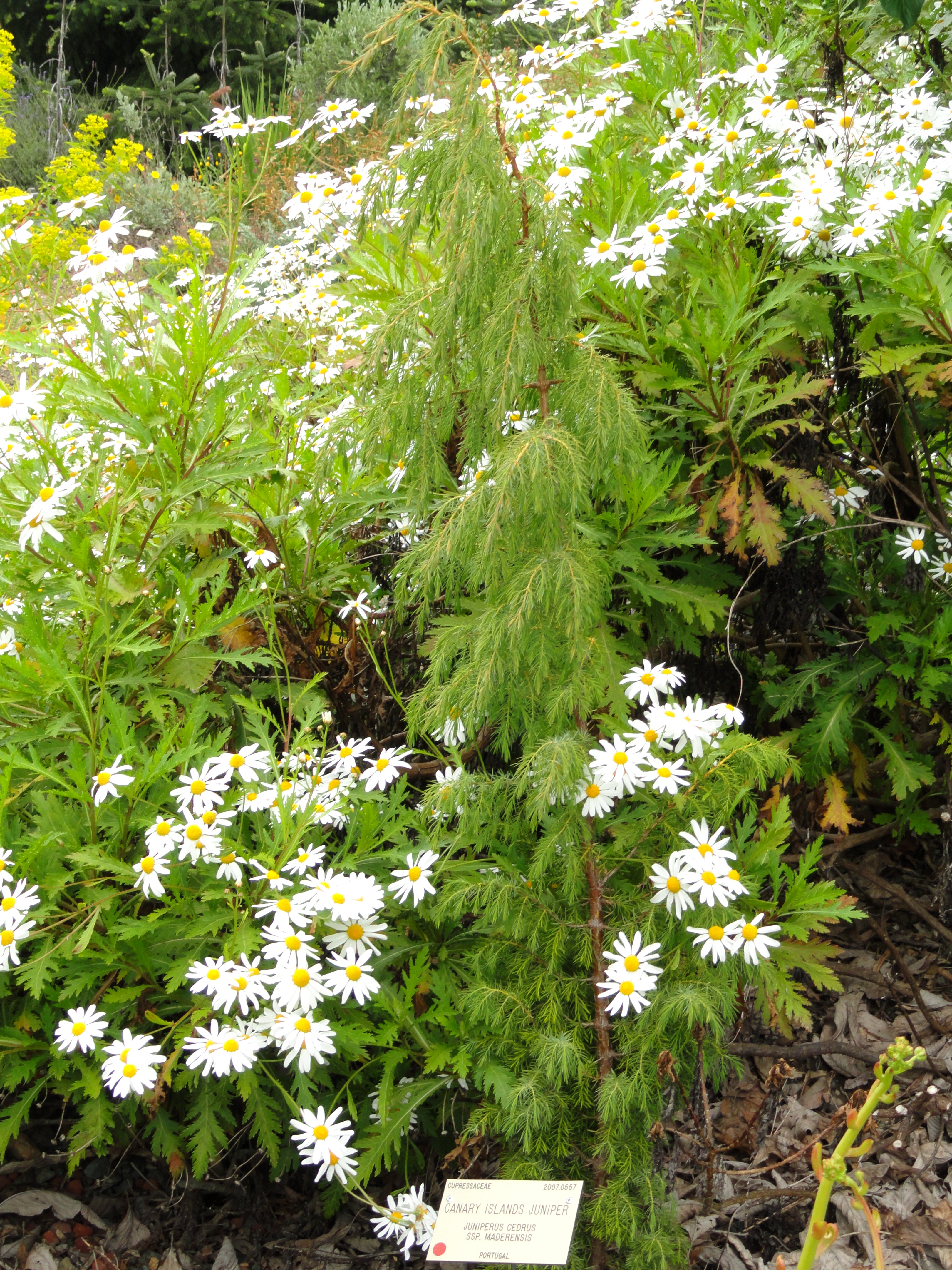
Vista de la planta

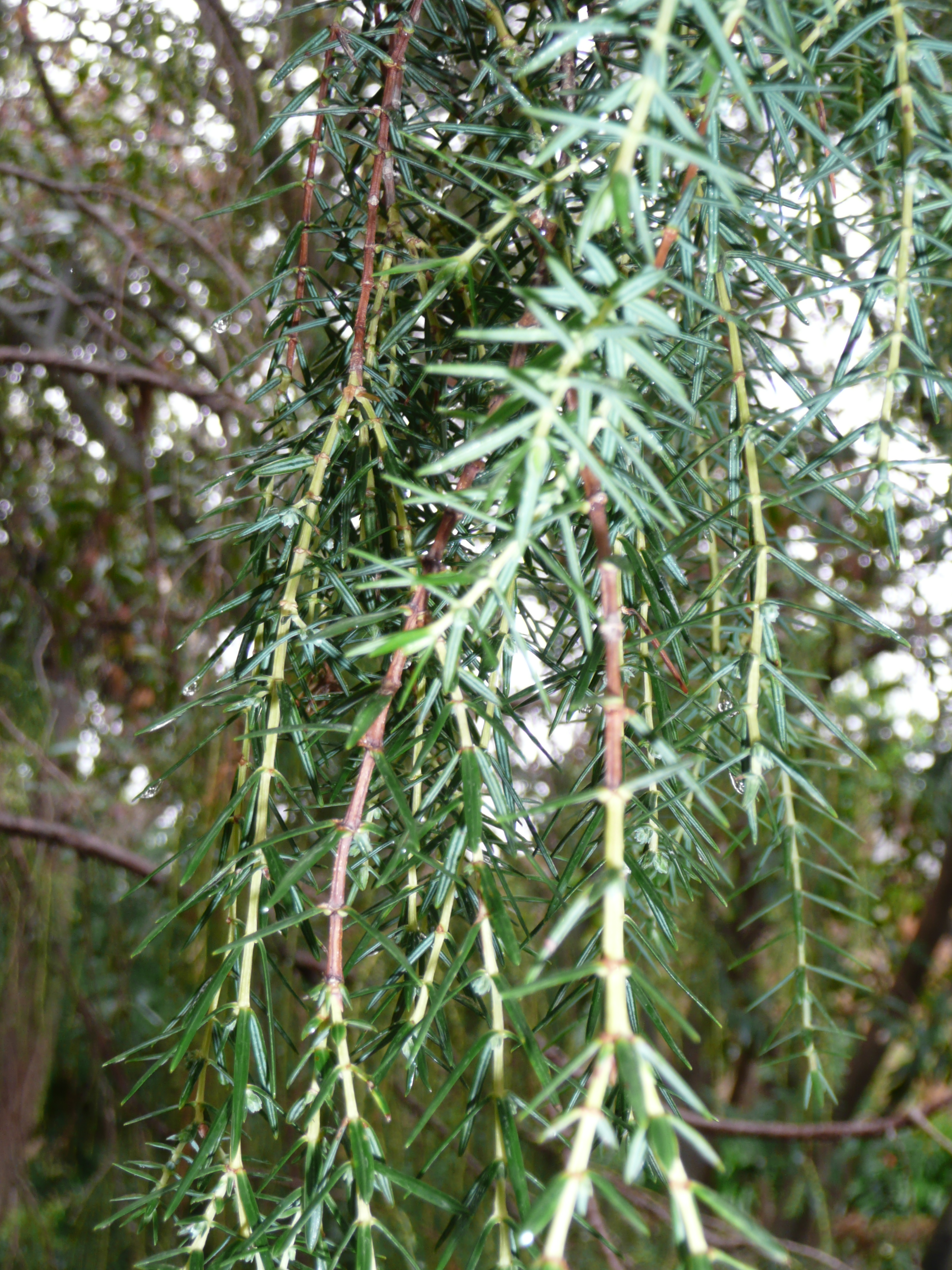
Follaje

## Descripción
Es un arbusto grande o árbol, alcanzando una altura de 5-20 m (raramente unos 25 m). Las hojas son perennes, aciculares, dispuestas en grupos de tres, planas, verdes a verde-gauco, de unos 8-23 mm de longitud e 1-2 mm de ancho, y tienen una banda estomatal en la superficie interior. Es normalmente dioico, con ejemplares macho y hembra separados.
Las semillas tienen forma de bayas y maduran en unos 18 meses, pasando de tener color verde a una coloración naranja rojiza con pátina cerosa de color rosado variable.  Son esféricas, de unos 8-15 mm de diámetro, y tienen seis escamas carnosas fusionadas en dos grupos de tres; las tres escamas mayores con una única semilla. Las semillas son dispersadas por las aves al consumir éstas los conos, digeriendo las escamas carnosas y excretando las duras semillas. Los conos macho son amarillos, de 2-3 mm de largo, y se caen poco después de liberar su polen, hacia febrero-marzo.

## Hábitat natural y cultivo
El cedro canario se encuentra en peligro en su hábitat original debido a una combinación histórica de talas por su valiosa madera y el pastoreo de cabras. Está protegido por la ley desde 1953 y las poblaciones se están recuperando lentamente. Estudios históricos sugieren que existieron árboles de hasta 30 metros de altura. Hoy en día son raros los que superan los 10 metros de altura y suelen encontrarse en riscos de difícil acceso.
Ocasionalmente se cultiva como árbol ornamental en climas templados cálidos, como Nueva Zelanda, las islas británicas y California, pero su cultivo no es común. Hay también algunas plantaciones experimentales en Canarias, donde ha demostrado crecer rápidamente en condiciones favorables, alcanzando 14-15 metros en 20 años.

## Ejemplares singulares
Un ejemplar de esta especie situado en el parque nacional del Teide, ha sido identificado como el árbol más viejo de la Unión Europea, siendo datado en 1481 años de edad con la técnica de radiocarbono, según un estudio del Instituto Universitario de Gestión Forestal Sostenible de la Universidad de Valladolid (iuFOR), la Universidad Rey Juan Carlos y el parque nacional del Teide y publicada en la revista científica "Ecology" de la Ecological Society of America.

## Taxonomía
Juniperus cedrus fue descrita por Webb & Berthel. y publicado en Histoire Naturelle des Îles Canaries 3: 277, t. 2, f. 1–3. 1847.
Etimología
Juniperus: nombre genérico que procede del latín iuniperus, que es el nombre del enebro.
cedrus: epíteto que procede del griego kedros, nombre dado a ciertas maderas aromáticas.
Sinonimia
- Juniperus cedrus f. fastigiata R.M.S.Vieira
- Juniperus cedrus subsp. maderensis (Menezes) Rivas Mart., Capelo, J.C.Costa, Lousã, Fontinha, R.Jardim & M.Seq.
- Juniperus grandifolius Link
- Juniperus oxycedrus subsp. maderensis Menezes
- Juniperus webbii Carrière[6][7]